# Paolo Sarpi
Paolo Sarpi, född den 14 augusti 1552 i Venedig, död där den 15 januari 1623, var en italiensk historieskrivare. 
Sarpi inträdde tidigt som medlem i Servitorden samt blev snart ordensprovinsial och senare ordens generalprokurator. Inför inkvisitionen anklagades han emellertid för att stå i förbindelse med kättare. Under republiken Venedigs strid med påve Paul V försvarade han som statens officielle rådgivare i kyrkliga ärenden (teologo-consultore) med fasthet och djärvhet de världsliga regeringarnas oberoende av påvemakten. Vid samma tid (1607) blev han, på romerska kurians anstiftan, såsom med nästan fullständig visshet antagits, sårad av lejda banditer. 
Under den följande tiden stod Sarpi i nära beröring med åtskilliga protestantiska teologer och statsmän, vilka (exempelvis fransmannen Philippe de Mornay och engelske gesanten i Venedig, Henry Wotton) på fullt allvar åsyftade republikens lösryckande från påvekyrkan. Sarpi ställde sig sympatiskt till dessa strävanden, dock inte i avsikt att bekämpa katolicismen, då de dogmatiska frågorna för honom inte spelade någon avgörande roll, utan för att hjälpa religionsfriheten till seger i Italien, varigenom påvens envåldsmakt skulle störtas. Förföljd av kurian, drog han sig tillbaka till ett kloster i sin födelsestad. 
Sarpi var, skriver Gabriel Rein i Nordisk Familjebok, "en af sin tids mest upplysta katoliker och överensstämde i väsentliga punkter med protestanterna". Hans främsta historiska verk är Istoria del concilio Tridentino (utgiven pseudonymt 1619; nya upplagor 1858 och 1935). Även hans brev skattas mycket högt. Bland arbeten om honom kan nämnas Reins avhandling, Paolo Sarpi und die Protestanten (Helsingfors, 1904). Därtill kommer en biografi av Bianchi-Giovini (1836) med flera äldre verk. Karl Benrath utgav Paolo Sarpi. Neue Briefe 1608–1616 (1909).